# Fußball-Bundesliga
Fußball-Bundesliga, Bundesliga, die Liga, 1. Bundesliga, är Tysklands högsta fotbollsdivision på herrsidan. Bundesliga är en av Europas största fotbollsligor och här spelas några av de mest publikdragande fotbollsmatcherna i världen. Den klassiska avsparkstiden är 15.30 på lördagar, men omgångarna är ofta utspridda över veckosluten, med matcher på fredagskvällar samt lördags- och söndagseftermiddag. Många svenska fotbollsspelare har genom åren spelat i Bundesliga. 
De två sista lagen flyttas ner till 2. Bundesliga, tredje sista kvalar med tredje första i 2. Bundesliga. De fyra första lagen blir direktkvalificerade till Champions league och det femte till Europa League. Även laget som vinner DFB-Pokal får en plats i Europa leagues gruppspel. Klubben som slutar på sjätteplatsen i ligan får kvala till Conference league.

## Historia

### Före Bundesliga
Före Bundesliga grundades avgjordes mästerskapet genom ett system där mästaren i varje regionalt fotbollsförbund (till exempel mästaren från Berlin-Brandenburg) fick delta i slutspelet. Slutspelets vinnare kallades för tysk mästare. Detta system upplevdes dock som orättvist och redan på 1920-talet fanns det planer på att införa en rikstäckande proffsliga. Ordföranden i det tyska fotbollsförbundet (DFB) Felix Linneman var en drivande kraft bakom en "Reichsliga", det vill säga en rikstäckande liga. Men nazisternas maktövertagande 1933 tillintetgjorde planerna. Efter landslagets dåliga resultat i VM 1938 upptogs diskussionen på nytt. Men det andra världskriget och den påföljande efterkrigstiden förhindrade att proffsligan såg ljuset.
I början av 1960-talet började allt fler röster höjas för ett bildande av en Bundesliga för att hålla jämna steg med andra fotbollsländer. Franz Kremer, president i 1.FC Köln och förbundskapten Sepp Herberger tillhörde förespråkarna. Diskussionen fick nytt bränsle när Västtyskland åkte ur i kvartsfinalen i 1962 års fotbolls-VM i Chile.  Den 28 juli 1962 bestämde det tyska fotbollsförbundet (DFB) att bilda en proffsliga med början 1963/64. Men det fanns även de som var kritiska. Mindre klubbar befarade ekonomiska förluster när storlagen spelade i Bundesliga och inte längre kunde dra publik till de mindre klubbarnas matcher. Dessutom har DFB-topparna allt sedan 1920-talet varit kritiska mot proffsfotbollen. Man menade att tysk idealism var överlägsen västeuropeisk materialism.   Hos de större klubbarna var man osäker om det gick att finansiera exempelvis resorna som krävdes för att kunna spela i Bundesliga. Dessutom bestämdes att enbart sexton lag skulle tillhöra ligan. Eftersom det fanns 46 klubbar som ansökte uppstod det en stor konkurrens om licenserna. Kriterierna var både ekonomiska och sportsliga där man räknade ihop poängen från de 12 senaste säsongerna där de sista åren innan 1963 vägdes något tyngre. I det dolda hade man dessutom ändrat kriterierna så att säsongen 1962/63 var den avgörande faktorn som avgjorde om en klubb kom med i Bundesliga eller inte. Denna ändring gynnade till exempel TSV 1860 München (framför Bayern München som kom trea 62/63) och Hertha Berlin (framför SC Tasmania Berlin). Följande lag kvalificerade sig för den första upplagan 1963–1964:
- Oberliga Nord
  - Eintracht Braunschweig, Werder Bremen, Hamburger SV
- Oberliga West
  - Borussia Dortmund, 1. FC Köln, Meidericher SV, Preussen Münster, FC Schalke 04
- Oberliga Südwest
  - 1. FC Kaiserslautern, 1. FC Saarbrücken
- Oberliga Süd
  - Eintracht Frankfurt, Karlsruher SC, 1. FC Nürnberg, TSV 1860 München, VfB Stuttgart
- Oberliga Berlin
  - Hertha BSC Berlin

### 1963–1968: från amatörliga till proffsliga
Den 24 augusti 1963 spelades den första omgången i den nybildade Bundesliga. Ligan drog redan från början stor publik. Utvecklingen ansågs vara en revolution, eftersom topplagen nu gavs möjligheten att spela mot varandra varje helg. Första omgången besöktes av 300 000 åskådare. Dock var inte mediernas intresse lika stort.
Alla spelare klarade inte av omställningen från amatörliga till proffsliga. Gerd Kentschke (Karlsruher SC) har berättat att det även efter 1963 var vanligt att spelare festade och drack alkohol under veckan.
Ekonomiskt var Bundesliga till en början en liga med starka regleringar. En spelare fick tjäna högst 1 200 D-Mark (DM) i månaden, jämfört med en landslagsspelares månadslön på upp till 2 000 DM. Dock var det långtifrån alla spelare som kom upp i de summorna. Det var vanligt att spelare jobbade på förmiddagen och tränade på eftermiddagen. Fotbollslegenden Gerd Müller har berättat att han fick 400 DM på sitt jobb och 160 DM som spelare. Än värre var det för spelare i mindre klubbar där en del fick nöja sig med 80 DM i månaden. Enbart cirka 10% var heltidsproffs. Vissa lag som Duisburg hade klara nackdelar på grund av att spelarna jobbade hårt inom stadens tunga industrier samt att de fick träna i den dåliga luften som förorenades av de intilliggande gruvorna.
De första mästarna blev 1. FC Köln våren 1964. Klubbens president Franz Kremer var en av de drivande krafterna i klubben som gjorde laget till ett topplag. Klubben gick i bräschen för utvecklingen genom att anställa spelare på heltid.
Redan ett år senare upplevde Bundesliga sin första skandal när det uppdagades att Hertha Berlin betalat svarta pengar till sina spelare. Hertha Berlin bestraffades med att flyttas ner till Regionalligan. Tasmania Berlin bestämdes som ersättare, men när klubben fick beskedet var spelarna redan på semester och fick kallas hem hastigt. Även för övrigt hade Tasmania svårt att göra sig redo för Bundesliga. Enligt reglerna fick det inte värvas några nya spelare. Även träningsanläggningarna var otillräckliga. Under dessa förutsättningarna var det omöjligt för Tasmania att klara kontraktet. Laget behåller än idag sitt negativa rekord som Bundesligas sämsta genom tiderna.
Säsongen 64/65 vanns överraskande av Werder Bremen som inte hade några vassa tekniska spelare men som genom kamp och en stark insats till slut stod som etta.
I Europacupen nådde Köln kvartsfinalen innan laget efter tre oavgjorda matcher åkte ut mot Liverpool genom ett myntkast.
Under de kommande åren skulle TSV 1860 München och Borussia Dortmund bilda topplag som förutom i Bundesliga skulle få framgångar i Europa. Borussia Dortmund blev första tyska lag att vinna en europacup (Cupvinnarcupen 1966). 1965 kom både Bayern München och Borussia Mönchengladbach upp och dessa lag skulle komma att dominera Bundesliga under den kommande tioårsperioden.

### 1970-talet: Storstjärnor, modernisering och mutskandal
1970-talet förde med sig stora moderniseringar för fotbollen i Västtyskland. Nya stadion byggdes (Münchens Olympiastadion, Westfalenstadion) och Bundesliga hade en storhetsperiod då storklubbar som Bayern München och Borussia Mönchengladbach vann epokgörande segrar i Europacuperna. Under säsongen 1979–1980 nådde man en bästanotering med total dominans i Uefacupen med samtliga lag i semifinalerna från Västtyskland. 
Under 1970-talet spelade storstjärnor som Franz Beckenbauer, Wolfgang Overath, Gerd Müller, Günter Netzer bland många andra i Bundesliga. Andelen utländska spelare ökade och bland de största profilerna tillhörde engelsmannen Kevin Keegan som blev stor profil under sina år i Hamburger SV. 1970-talet förde också med sig att allt fler av de stora spelare valde utländska klubbar med exempel i Günter Netzer och Paul Breitner som gick till Real Madrid. Senare gick landslagsspelare som Uli Stielike, Rainer Bonhof och Bernd Schuster till spanska ligan. 

#### Bundesligaskandalen
Bundesligaskandalen var en av de allra störa mutskandalerna i tysk fotbollshistoria då det visade sig att flera spelare och klubbar var inblandade i uppgjorda matcher i bottenstriden. Säsongen 70/71 slutade med en del uppseendeväckande resultat som exempelvis Hertha Berlin som förlorade med 0-1 mot Bielefeld hemma. Hertha hade då ingenting att förlora längre medan Bielefeld behövde segern för att säkra kontraktet. För segern hade Bielefeld betalat 250 000 D-Mark till Herthaspelarna. Som jämförelse tjänade ett genomsnittligt fotbollsproffs max 1500 D-Mark i månaden. Kickers Offenbach (också involverade i kampen om att säkra kontraktet) hade försökt att "motivera" Hertha genom att ge laget 140 000 D-Mark, en betydligt lägre summa än Bielefeld. Offenbachs president Horst-Gregorio Canellas hämnades genom att offentliggöra hela skandalen. På hans 50-årsfest hade han bjudit in flera fotbollstoppar som fick höra hans telefonsamtal med de involverade spelarna som helt öppet pratade om de mutor som de hade tagit emot. Förutom Bielefeld, Hertha Berlin och Offenbach var även Schalke 04 involverade. Svårast drabbades Schalke 04 eftersom hela laget i åratal nekade all inblandning i skandalen, vilket gjorde att laget kallades för "FC Meineid" (FC mened). Till följd av skandalen stängdes över 50 spelare och flera tränare av. Bundesligas image skadades i flera år, och publiksnittet sjönk med 1,3 miljoner åskådare fram till säsongen 1972/73.

### 1980-talet: Huliganism
Under 1980-talet fick Bundesliga stora problem med huliganism. Problemen gjorde att man under många år fick driva stora kampanjer mot den ofta högerextrema huliganismen. Det förde också med sig att nya supportergrupperingar skapades som tydligt tog avstånd från huliganismen. Intresset för ligan föll ytterligare och det blev inte bättre av att många av de största profilerna flyttade utomlands där framförallt Italien lockade stora namn som Lothar Matthäus, Jürgen Kohler och Thomas Hässler. 

### 1991-1999: Bundesliga efter återföreningen
När muren föll blev uppgiften att integrera DDR-klubbarna i den västtyska fotbollen. Sista säsongen i DDR-Oberliga (Östtysklands högsta liga) blev en kvalrunda där 1:an och 2:an fick en startplats i Bundesligan 1991. I och med att Hansa Rostock och Dynamo Dresden blev mästare och vicemästare Oberligasäsongen 1990/91 fick de börja i Bundesliga säsongen 91/92. Men det visade sig rätt fort att den östtyska fotbollen skulle få problem efter murens fall. Ca 150 spelare gick till västtyska klubbar och när företagen privatiserades förlorade föreningarna sitt stöd som de hade fått från de statliga företagen i DDR. Samtidigt menar vissa att ett visst mått av inkompetens bland "östklubbarna" också har bidragit till att de inte kunde etablera sig i högsta ligan. Som ett exempel kan nämnas Dynamo Dresden där den västtyske företagaren Rolf-Jürgen Otto blev president och som sedan sågs som en viktig orsak till att Dresden inte kunde hålla sig i Bundesliga. För spelarna förlöpte karriärerna på olika sätt. En del blev stjärnor i Bundesliga som Ulf Kirsten i Bayer Leverkusen eller Mattias Sammer i Stuttgart och Dortmund medan andra som Rico Steinman mestadels satt bänkade under sin tid i den västtyska topdivisionen. I slutet av 90-talet kunde FC Energie från lilla staden Cottbus belägen i Sydbrandenburg ta sig upp i högsta serien. Konceptet byggde främst på att scouta billiga östeuropeiska spelare. På så sätt kunde även en stad som Cottbus med sina begränsade resurser skapa ett Bundesligalag.
1991–1992 var en övergångsperiod där man tillfälligt utökade ligan till att innehålla 20 lag. Detta gjordes efter Tysklands återförening då man även skulle återförena den tyska fotbollen, d.v.s. ge de tidigare DDR-lagen chansen att ta plats i Bundesliga och det övriga seriesystemet. Bland de tidigare DDR-lag som spelat i Bundesliga utmärker sig FC Hansa Rostock som varit det klart mest framgångsrika genom att klara sig kvar under många säsonger i Bundesliga. Övriga lag har haft stora problem med ekonomin och har haft svårt att ta plats i Bundesliga och många återfinns nu i 2. Bundesliga eller längre ner. Dynamo Dresden, VfB Leipzig är andra lag som spelat i både DDR-Oberliga och Bundesliga. 
1990-talet förde med sig ett ökat intresse för Bundesliga som upplevde en renässans. Detta berodde dels på det tyska landslagets nya framgångar och även för att klubblagen lyckades få nya framgångar i Europa. Borussia Dortmund vann UEFA Champions League 1997 och Schalke 04 och Bayern München vann Uefacupen 1996 respektive 1997. Man tog också en hel den nya grepp som skapandet av en Bundesliga-logo och försäljning av TV-rättigheter till nya intressenter. 

### 00- och 10-talet

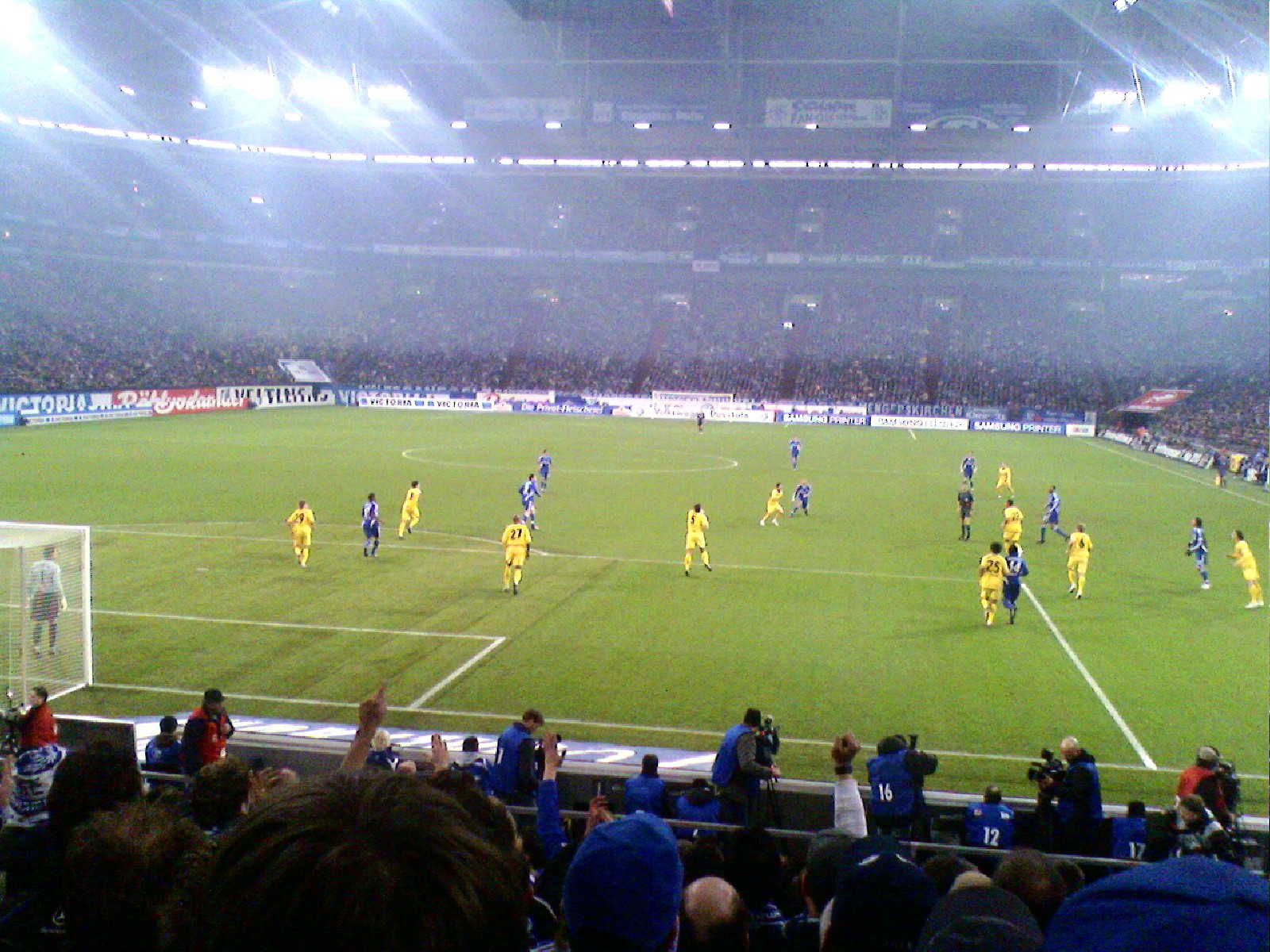
Borussia Dortmund mot Schalke.

Under 2000-talet har intresset för Bundesliga fortsatt att öka och inför VM i Tyskland 2006 gjordes stora investeringar i att modernisera landets fotbollsarenor (Berlins Olympiastadion, Westfalenstadion med flera) samt hela nya arenor (Allianz Arena). Dock har de flesta klubbar haft problem att hävda sig i Europa under de senaste säsongerna. Bayern München utmärker sig genom segrar i Champions League (2000-2001 samt 2012-2013) och finalplatsen 2009–2010. Bayer Leverkusen nådde final i samma turnering 2002, liksom Borussia Dortmund 2013 (som förlorade den första heltyska finalen i Champions League mot Bayern München).
Under säsongen 2003–2004 firade Bundesliga 40-årsjubileum med många återblickar i historien och utgivning av jubileumsböcker och annan memorabilia. 
I januari 2005 avslöjades det att domaren Robert Hoyzer hade påverkat matchutgången i DFB-Pokal-matchen mellan Hamburger SV och SC Paderborn 07 den 21 augusti 2004. Hoyzer dömdes till 29 månaders fängelse men släpptes ut efter halva tiden i juli 2008.
I och med RB Leipzig har Bundesliga sedan 2016 återigen ett östtyskt lag. Red Bull tog över licensen för klubbens namn år 2009. I tidningen Die Welt och i andra publikationer kritiserades konceptet att ett företag tar över en fotbollsklubb och menar att RB Leipzig därmed inte är någon "traditionsklubb". Vissa andra menar dock att RB Leipzig har nog med resurser för att utmana Bayern München på lång sikt vilket kan leda till ökad konkurrens och spänning i Bundesliga.

## Mediebevakning
Tidigare har bland annat dåvarande Sportexpressen och Viasat haft sändningsrättigheterna över Bundesliga i Sverige. Från och med säsongen 2009/2010 sände Eurosport ligan över Norden och Östeuropa. Detta efter att kanalen tog över sändningsrättigheterna från Viasat Sport. Premiärsändningen ägde rum på Eurosport 2 den 7 augusti 2009 med matchen mellan VfL Wolfsburg och VfB Stuttgart. Eurosports rättigheter sträcker sig fram till och med säsongen 2011/2012, det vill säga under tre säsonger. Kanalen kommer totalt att sända fem matcher från varje spelomgång. I januari 2011 förlängde Eurosport sitt exklusiva avtal med DFL, och gäller fram till sommaren 2015. Avtalet i sig ger Eurosport sändningsrättigheterna i Norden samt Öst- och Centraleuropa, över samtliga matcher i Bundesliga och Bundesliga 2.

## Klubbar
Bundesligaklubbar under aktuell säsong 2023/24.
| Lag                      | Förbundsland        | Ort                     | Arena                          | Kapacitet | Ref.   |
| ------------------------ | ------------------- | ----------------------- | ------------------------------ | --------- | ------ |
| 1899 Hoffenheim          | Baden-Württemberg   | Sinsheim                | PreZero Arena                  | 30 150    | [ 19 ] |
| Augsburg                 | Bayern              | Augsburg                | WWK Arena                      | 30 660    | [ 20 ] |
| Bayer Leverkusen         | Nordrhein-Westfalen | Leverkusen              | BayArena                       | 30 210    | [ 21 ] |
| Bayern München           | Bayern              | München                 | Allianz Arena                  | 75 000    | [ 22 ] |
| Bochum                   | Nordrhein-Westfalen | Bochum                  | Ruhrstadion                    | 29 299    |        |
| Borussia Dortmund        | Nordrhein-Westfalen | Dortmund                | Signal Iduna Park              | 81 365    | [ 23 ] |
| Borussia Mönchengladbach | Nordrhein-Westfalen | Mönchengladbach         | Borussia-Park                  | 54 057    | [ 24 ] |
| Darmstadt                | Hessen              | Darmstadt               | Stadion am Böllenfalltor       | 17 468    |        |
| Eintracht Frankfurt      | Hessen              | Frankfurt               | Deutsche Bank Park             | 51 500    | [ 25 ] |
| Freiburg                 | Baden-Württemberg   | Freiburg im Breisgau    | Schwarzwald-Stadion            | 24 000    | [ 26 ] |
| Heidenheim               | Baden-Württemberg   | Heidenheim an der Brenz | Voith-Arena                    | 15 000    |        |
| Köln                     | Nordrhein-Westfalen | Köln                    | RheinEnergieStadion            | 49 698    | [ 27 ] |
| Mainz 05                 | Rheinland-Pfalz     | Mainz                   | Opel Arena                     | 34 000    | [ 28 ] |
| RB Leipzig               | Sachsen             | Leipzig                 | Red Bull Arena                 | 42 558    | [ 29 ] |
| Stuttgart                | Baden-Württemberg   | Stuttgart               | MHPArena                       | 60 449    | [ 30 ] |
| Union Berlin             | Berlin              | Berlin                  | Stadion An der Alten Försterei | 22 012    | [ 31 ] |
| Werder Bremen            | Bremen              | Bremen                  | Weserstadion                   | 42 800    |        |
| Wolfsburg                | Niedersachsen       | Wolfsburg               | Volkswagen Arena               | 30 000    | [ 32 ] |

## Profiler

### Rekordspelare
| Namn               | Position    | Matcher | Mål | Klubbar                                                               |
| ------------------ | ----------- | ------- | --- | --------------------------------------------------------------------- |
| Karl-Heinz Körbel  | Försvarare  | 602     | 45  | Eintracht Frankfurt                                                   |
| Manfred Kaltz      | Försvarare  | 581     | 76  | Hamburger SV                                                          |
| Oliver Kahn        | Målvakt     | 557     | -   | Karlsruher SC, Bayern München                                         |
| Klaus Fichtel      | Mittfältare | 552     | 14  | Schalke 04, Werder Bremen                                             |
| Mirko Votava       | Mittfältare | 546     | 43  | Borussia Dortmund, Werder Bremen                                      |
| Klaus Fischer      | Forward     | 535     | 268 | 1860 München, Schalke 04, 1. FC Köln, VfL Bochum                      |
| Eike Immel         | Målvakt     | 534     | -   | Borussia Dortmund, VfB Stuttgart                                      |
| Willi Neuberger    | Mittfältare | 522     | 62  | Borussia Dortmund, Werder Bremen, Wuppertaler SV, Eintracht Frankfurt |
| Michael Lameck     | Mittfältare | 518     | 37  | VfL Bochum                                                            |
| Ulrich "Uli" Stein | Målvakt     | 512     | -   | Arminia Bielefeld, Hamburger SV, Eintracht Frankfurt                  |

### Rekordmålsprutor
| Namn                | Position | Mål | Matcher | Klubbar                                                              |
| ------------------- | -------- | --- | ------- | -------------------------------------------------------------------- |
| Gerd Müller         | Center   | 365 | 427     | Bayern München                                                       |
| Klaus Fischer       | Center   | 268 | 535     | 1860 München, Schalke 04, 1. FC Köln, VfL Bochum                     |
| Jupp Heynckes       | Center   | 220 | 369     | Borussia Mönchengladbach, Hannover 96                                |
| Manfred Brugsmüller | Center   | 213 | 447     | Rot-Weiss Essen, Borussia Dortmund, 1. FC Nürnberg, Werder Bremen    |
| Claudio Pizarro     | Center   | 192 | 440     | Werder Bremen, Bayern München, 1. FC Köln                            |
| Ulf Kirsten         | Center   | 182 | 350     | Bayer 04 Leverkusen                                                  |
| Robert Lewandowski  | Center   | 180 | 257     | Borussia Dortmund, Bayern München                                    |
| Stefan Kuntz        | Center   | 179 | 213     | VfL Bochum, Bayer Uerdingen, 1. FC Kaiserslautern, Arminia Bielefeld |
| Dieter Müller       | Center   | 177 | 147     | Kickers Offenbach, 1. FC Köln, VfB Stuttgart, 1. FC Saarbrücken      |
| Klaus Allofs        | Center   | 177 | 195     | Fortuna Düsseldorf, 1. FC Köln, Werder Bremen                        |

### De tio mest framgångsrika Bundesligatränarna
| Pl. | Tränare             | Mästerskap | Cup-titlar | EC-titlar |
| --- | ------------------- | ---------- | ---------- | --------- |
| 1   | Udo Lattek          | 8          | 3          | 2         |
| 2   | Ottmar Hitzfeld     | 7          | 3          | 2         |
| 3   | Hennes Weisweiler   | 4          | 2          | 1         |
| 4   | Jupp Heynckes       | 4          | 1          | 1         |
| 5   | Otto Rehhagel       | 3          | 3          | 1         |
| 6   | Felix Magath        | 3          | 2          | -         |
| 7   | Pep Guardiola       | 3          | 2          | -         |
| 8   | Pal Csernai         | 2          | 1          | -         |
| 9   | Jürgen Klopp        | 2          | 1          | -         |
| 10  | Karl-Heinz Feldkamp | 1          | 3          | -         |

## Svenskar i Bundesliga
| Klubb                    | Namn                  | Matcher | Mål | År i klubben         |
| ------------------------ | --------------------- | ------- | --- | -------------------- |
| 1860 München             | Mats Lilienberg       | 6       | 1   | 1994                 |
| 1899 Hoffenheim          | Jiloan Hamad          | 15      | 1   | 2014-2017            |
|                          | Per Nilsson           | 23      | 0   | 2008-2010            |
| Arminia Bielefeld        | Billy Ohlsson         | 9       | 1   | 1979                 |
| Bayer Leverkusen         | Fredrik Stenman       | 28      | 0   | 2005-2007            |
|                          | Teddy Lucic           | 11      | 0   | 2003-2005            |
|                          | Isaac Kiese Thelin    | 6       | 0   | 2018                 |
| Bayern München           | Björn Andersson       | 47      | 1   | 1974-1977            |
|                          | Conny Torstensson     | 81      | 11  | 1973-1977            |
|                          | Johnny Ekström        | 23      | 7   | 1988-1989            |
|                          | Nils-Eric Johansson   | 2       | 0   | 1998-2000            |
|                          | Patrik Andersson      | 38      | 1   | 1999-2001            |
| VfL Bochum               | Andreas Johansson     | 16      | 0   | 2009-2010            |
|                          | Matias Concha         | 54      | 0   | 2007-2010            |
|                          | Thomas Andersson      | 5       | 0   | 1983                 |
| Borussia Dortmund        | Alexander Isak        | 5       | 0   | 2017-2019            |
| Borussia Mönchengladbach | Branimir Hrgota       | 88      | 19  | 2012-2016            |
|                          | Jörgen Pettersson     | 115     | 32  | 1995-1999            |
|                          | Martin Dahlin         | 125     | 60  | 1991-1996, 1996-1997 |
|                          | Oscar Wendt           | 208     | 15  | 2011-                |
|                          | Patrik Andersson      | 174     | 10  | 1993-1999            |
|                          | Sharbel Touma         | 1       | 0   | 2008-2009            |
| Darmstadt 98             | Alexander Milosevic   | 18      | 0   | 2016-2017            |
| MSV Duisburg             | Niklas Skoog          | 30      | 3   | 1996-1998            |
|                          | Roger Ljung           | 13      | 0   | 1994-1995            |
| Dynamo Dresden           | Johnny Ekström        | 30      | 7   | 1994-1995            |
| Eintracht Braunschweig   | Hasse Borg            | 139     | 7   | 1977-1980, 1981-1983 |
| Eintracht Frankfurt      | Branimir Hrgota       | 39      | 6   | 2016-2019            |
|                          | Janne Svensson        | 96      | 15  | 1983-1986            |
|                          | Johnny Ekström        | 16      | 2   | 1995-1996            |
| Energie Cottbus          | Jonny Rödlund         | 7       | 0   | 2000-2001            |
| Fortuna Düsseldorf       | Hans Holmqvist        | 60      | 19  | 1984-1986            |
|                          | Jan Mattsson          | 23      | 10  | 1975-1976            |
| Hamburger SV             | Albin Ekdal           | 57      | 1   | 2015-2019            |
|                          | Marcus Berg           | 54      | 5   | 2009-2010, 2011-2013 |
|                          | Martin Dahlin         | 6       | 0   | 1998-1999            |
|                          | Nabil Bahoui          | 7       | 0   | 2016-2017            |
|                          | Niclas Kindvall       | 19      | 2   | 1994-1996            |
| Hannover 96              | Alexander Milosevic   | 10      | 0   | 2016                 |
|                          | Christoffer Andersson | 7       | 0   | 2006-2007            |
|                          | Miiko Albornoz        | 51      | 0   | 2014-2016            |
| Hansa Rostock            | Andreas Jakobsson     | 99      | 4   | 2000-2003            |
|                          | Joakim Persson        | 84      | 1   | 2002-2005            |
|                          | Magnus Arvidsson      | 155     | 27  | 1999-2005            |
|                          | Marcus Allbäck        | 23      | 4   | 2004-2005            |
|                          | Marcus Lantz          | 164     | 6   | 1999-2005            |
|                          | Peter Wibrån          | 137     | 15  | 1998-2003            |
|                          | Rade Prica            | 84      | 16  | 2002-2005            |
| Hertha Berlin            | Benno Magnusson       | 20      | 1   | 1974-1976            |
|                          | Rasmus Bengtsson      | 6       | 0   | 2009-2010            |
|                          | Tobias Grahn          | 13      | 0   | 2007                 |
| 1.FC Kaiserslautern      | Benno Magnusson       | 16      | 0   | 1973-1974            |
|                          | Benny Wendt           | 118     | 37  | 1977-1981            |
|                          | Jan Eriksson          | 37      | 4   | 1992-1994            |
|                          | Jörgen Pettersson     | 67      | 15  | 1999-2002            |
|                          | Roland Sandberg       | 118     | 61  | 1973-1977            |
|                          | Ronnie Hellström      | 266     | 0   | 1974-1984            |
|                          | Torbjörn Nilsson      | 65      | 22  | 1982-1984            |
| Karlsruher SC            | Lars Granström        | 3       | 0   | 1966-1967            |
|                          | Thomas Sjöberg        | 6       | 0   | 1976-1977            |
| 1.FC Köln                | Benny Wendt           | 6       | 0   | 1975-1976            |
|                          | Christer Fursth       | 4       | 0   | 1996-1998            |
|                          | Mikael Ishak          | 11      | 0   | 2012                 |
|                          | Roger Magnusson       | 20      | 4   | 1966-1967            |
| FSV Mainz 05             | Pierre Bengtsson      | 29      | 0   | 2015-2016            |
|                          | Robin Quaison         | 76      | 15  | 2017-                |
| 1.FC Nürnberg            | Niklas Skoog          | 10      | 1   | 1998-1999            |
|                          | Nils-Eric Johansson   | 8       | 0   | 2001                 |
|                          | Per Nilsson           | 73      | 10  | 2010-2014            |
|                          | Mikael Ishak          | 29      | 4   | 2018-2019            |
| RB Leipzig               | Emil Forsberg         | 82      | 18  | 2016-                |
| Schalke 04               | Lennart Larsson       | 24      | 3   | 1977-1979            |
| VfB Stuttgart            | Alexander Farnerud    | 20      | 0   | 2006-2008            |
|                          | Bo Larsson            | 89      | 21  | 1966-1969            |
|                          | Dan Corneliusson      | 28      | 12  | 1983-1984            |
|                          | Jan Olsson            | 64      | 20  | 1969-1971            |
| Tennis Borussia Berlin   | Benny Wendt           | 30      | 20  | 1976-1977            |
| KFC Uerdingen 05         | Jan Mattsson          | 39      | 13  | 1979-1981            |
|                          | Robert Prytz          | 32      | 9   | 1987-1988            |
| Union Berlin             | Sebastian Andersson   | 13      | 6   | 2019-                |
| Werder Bremen            | Ludwig Augustinsson   | 65      | 2   | 2017-                |
|                          | Denni Avdic           | 7       | 0   | 2011-2013            |
|                          | Markus Rosenberg      | 123     | 40  | 2007-2010, 2011-2012 |
|                          | Sanny Åslund          | 19      | 4   | 1975-1976            |
| VfL Wolfsburg            | Rasmus Jönsson        | 17      | 0   | 2011-2014            |

Uppdaterad 7 december 2019

- Spelare i fet stil är fortfarande aktiva i Bundesliga.
- Not: Listan gäller enbart svenskar som fått speltid i Bundesliga.

## Bundesligarekord
- Flest matcher: Karl-Heinz Körbel (602)
- Flest mål: Gerd Müller (365)
- Flest titlar: Bayern München (32)
- Flest säsonger: SV Werder Bremen och Bayern München (59)

## Uefa Champions League
Följande lag ur Bundesliga har vunnit Uefa Champions League (tidigare Europacupen):
- Bayern München 1974, 1975, 1976, 2001, 2013, 2020
- Borussia Dortmund 1997
- Hamburger SV 1983

Tyska lag som nått finalen: Eintracht Frankfurt (1960), Borussia Mönchengladbach (1977), Hamburger SV (1980), Bayern München (1982, 1987, 1999, 2010, 2012), Bayer Leverkusen (2002), Borussia Dortmund (2013, 2024)

## Uefacupen
Bundesligalag som segrat i Uefacupen.
- Borussia Mönchengladbach 1975, 1979
- Schalke 04 1997
- Bayern München 1996
- Bayer Leverkusen 1988
- Eintracht Frankfurt 1980, 2022.

Tyska lag som nått finalen: Borussia Mönchengladbach (1973, 1980), Hamburger SV (1982), VfB Stuttgart (1989), Borussia Dortmund (1993, 2002), 

## Cupvinnarcupen
Bundesligalag som segrat i Cupvinnarcupen.
- Hamburger SV 1977
- Bayern München 1967
- Borussia Dortmund 1966
- Werder Bremen 1992
  - 1. FC Magdeburg spelade i DDR:s Oberliga när man vann 1974.